# Małgorzata Burgundzka
Małgorzata Burgundzka (fr. Marguerite de Bourgogne), (ur. 1290, zm. 30 kwietnia 1315 w Château-Gaillard) – księżniczka burgundzka, królowa Nawarry od 1305 r. i królowa Francji od 1314 roku jako pierwsza żona Ludwika X Kłótliwego, córka Roberta II i Agnieszki Francuskiej.

## Życiorys
Małgorzata była córką księcia Burgundii Roberta II i jego żony Agnieszki, królewny francuskiej (najmłodszej córki króla Ludwika IX Świętego). Miała siedmioro rodzeństwa, m.in. Odona IV i Joannę Kulawą. 
W 1305 roku poślubiła następcę tronu Francji i króla Nawarry, 16-letniego Ludwika Kłótliwego. Małgorzata jako wnuczka Ludwika Świętego była spokrewniona ze swoim mężem, dla którego zmarły król był pradziadem. 7 lat po ślubie na świat przyszło jedyne dziecko Ludwika i Małgorzaty, Joanna. 
W 1314 roku Małgorzata wraz z żonami pozostałych synów króla Filipa IV Pięknego: siostrami Joanną Burgundzką  i Blanką Burgundzką, została aresztowana z polecenia swego teścia. Małgorzata i Blanka zostały oskarżone o romans z rycerzami, braćmi d'Aunay. Schadzki kochanków miały odbywać się w wieży Nesle (sprawa przeszła do historii jako skandal w wieży Nesle) od 1311 roku. Filipa i Waltera d'Aunay poddano torturom a następnie skazano na śmierć przez kastrację, obdarcie ze skóry i spalenie. Małgorzatę i Blankę osadzono w Chateau-Gaillard, gdzie przebywały w bardzo trudnych warunkach. Joannę uznano za winną zatajenia prawdy o romansie swoich szwagierek i potraktowano łagodniej; zamknięto ją w zamku Dourdan na ponad pół roku. 
Wedle niektórych źródeł za ujawnieniem pozamałżeńskich relacji Małgorzaty i Blanki stała ich bratowa, królowa Anglii Izabela. Z uwagi na romans Małgorzaty na dworze królewskim pojawiły się podejrzenia, że jej córka Joanna, dotychczas uznawana za dziedziczkę Francji i Nawarry, jest bękartem. 
W listopadzie 1314 roku, po śmierci Filipa Pięknego, Małgorzata została królową Francji (nominalnie), jednak jej sytuacja pod żadnym względem się nie zmieniła. Ludwik X chciał unieważnienia małżeństwa, co mógłby uczynić jedynie papież - a w tym czasie na tronie papieskim był wakat, jako że skłóceni kardynałowie nie byli w stanie wybrać nowego papieża od kwietnia 1314 r., po śmierci Klemensa V.  
30 kwietnia 1315 roku w wieku 25 lat Małgorzata zmarła. Jej śmierć mogła być następstwem ciężkich warunków, w jakich była przetrzymywana albo morderstwa, być może z polecenia męża. 

Ludwik ożenił się powtórnie kilka miesięcy później z siostrą króla Węgier, Klemencją Węgierską. Nie doczekał narodzin syna Jana, którego w listopadzie 1316 roku urodziła jego druga żona. Noworodek żył tylko pięć dni. Po jego śmierci następnym królem został Filip V, ignorując prawa swojej bratanicy do tronu Francji i Nawarry. Brat Małgorzaty, Odo, wnioskował o uznanie go regentem na czas niepełnoletności Joanny, jednak bezskutecznie. Ostatecznie w 1328 roku Joanna otrzymała koronę Nawarry w zamian za zrzeczenie się praw do francuskiego tronu na rzecz kuzyna swego ojca i męża ciotki Joanny Kulawej (siostry Małgorzaty), Filipa VI. 

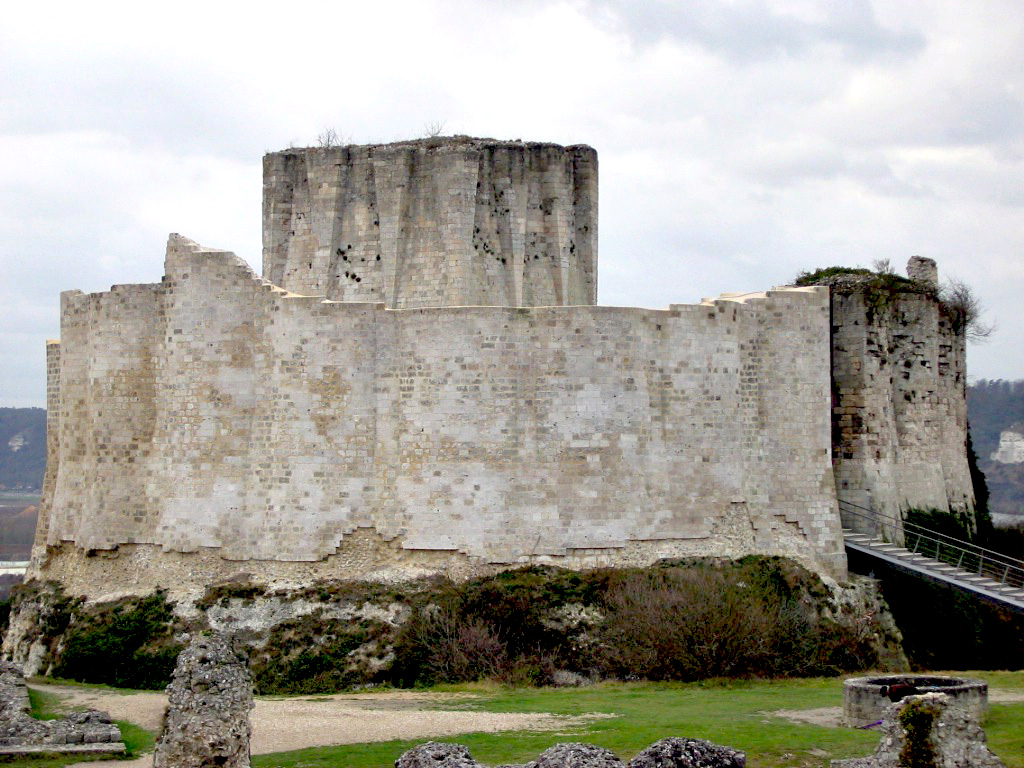
Château-Gaillard obecnie